# Kolleram
Kolleram este o comună rurală din departamentul Mirriah, regiunea Zinder, Niger, cu o populație de 18.526 de locuitori (2001).